# Nicolás Artajo
Nicolás Artajo-Kwaśniewski (Berlino, 1º maggio 1985) è un attore e doppiatore tedesco.

## Filmografia

### Cinema
- Cenerentola a New York (Tafelspitz), regia di Xaver Schwarzenberger (1994)

### Televisione
- Affaire Nachtfrost, regia di Sigi Rothemund (1989)
- Durchreise, regia di Peter Weck (1993)
- Durst nach Rache, regia di Wolfgang Luderer (1995)
- Der Mond scheint auch für Untermieter – serie TV, episodio 1x00 (1995)
- Für alle Fälle Stefanie – serie TV, 52 episodi (1995-1997)
- Lexx: The Dark Zone, regia di Paul Donovan (1997)
- Ciao dottore! – serie TV, episodio 4x05 (1998)
- Der Kinderhasser, regia di Maria Theresia Wagner (1998)
- Lexx – serie TV, episodio 2x05 (1999)
- Götterdämmerung - Morgen stirbt Berlin, regia di Joe Coppoletta (1999)
- Dr. Sommerfeld - Neues vom Bülowbogen – serie TV, episodio 5x06 (2002)
- Mama macht's möglich, regia di Dirk Regel (2003)
- La nostra amica Robbie (Hallo Robbie!) – serie TV, episodio 3x06 (2004)
- Wie erziehe ich meine Eltern – serie TV, episodio 2x02 (2004)
- SOKO Wismar – serie TV, episodio 1x05 (2004)
- Der Mann, den Frauen wollen, regia di Christoph Schrewe (2005)
- Ki.Ka-Krimi.de – serie TV, episodi 2x01-2x02 (2005)
- La strada per la felicità (Wege zum Glück) – serial TV, 480 puntate (2005-2007)
- Biancaneve (Schneewittchen), regia di Thomas Freundner (2009)